# Gymnastique artistique aux Jeux olympiques d'été de 2008 - Finale femmes au saut de cheval
Pour un article plus général, voir Gymnastique artistique aux Jeux olympiques d'été de 2008.
Navigation
Athènes 2004 Londres 2012
Résultats de la compétition du saut de cheval femmes lors des Jeux olympiques d'été de 2008 à Pékin.

## Résultats
| Rang                                | Gymnaste            | Pays          | Score D | Score E | Pén.   | Score 1 | Score D | Score E | Pén.   | Score 2 | Total  |
| ----------------------------------- | ------------------- | ------------- | ------- | ------- | ------ | ------- | ------- | ------- | ------ | ------- | ------ |
| Médaille d'or, Jeux olympiques      | Hong Un-jong        | Corée du Nord | 6.500   | 9.350   | 0.300  | 15.550  | 6.500   | 9.250   |        | 15.750  | 15.650 |
| Médaille d'argent, Jeux olympiques  | Oksana Chusovitina  | Allemagne     | 6.300   | 9.425   |        | 15.725  | 6.00    | 9.425   |        | 15.425  | 15.575 |
| Médaille de bronze, Jeux olympiques | Cheng Fei           | Chine         | 6.500   | 9.575   |        | 16.075  | 6.500   | 8.550   |        | 15.050  | 15.562 |
| 4                                   | Alicia Sacramone    | États-Unis    | 6.300   | 9.450   |        | 15.750  | 5.800   | 9.525   |        | 15.325  | 15.537 |
| 5                                   | Ariella Kaslin      | Suisse        | 6.300   | 9.100   |        | 15.400  | 5.500   | 9.200   |        | 14.700  | 15.050 |
| 6                                   | Carlotta Giovannini | Italie        | 5.800   | 9.225   | 0.100  | 14.925  | 5.900   | 8.275   |        | 14.175  | 14.550 |
| 7                                   | Jade Barbosa        | Brésil        | 5.800   | 8.925   |        | 14.725  | 5.600   | 8.650   |        | 14.250  | 14.487 |
| 8                                   | Anna Pavlova        | Russie        | 6.500   | 9.125   |        | 15.625  | 0.000   | 0.000   |        | 0.000   | 7.812* |
| Rang                                | Gymnaste            | Pays          | Saut 1  | Saut 1  | Saut 1 | Saut 1  | Saut 2  | Saut 2  | Saut 2 | Saut 2  | Total  |